# L'Île-Rousse
L'Île-Rousse (en idioma corso L'Ìsula) es una comuna y población de Francia, en la región de Córcega, departamento de Alta Córcega.
Junto con Saint-Florent, son las dos comunas corsas cuyo nombre está en idioma francés. Las demás lo tienen en italiano, fruto de la larga pertenencia a Génova.

## Demografía
| 1678                       | 2036 | 2360 | 2632 | 2288 | 2774 |
| (Fuente: [cita requerida]) |      |      |      |      |      |

(Población sans doubles comptes según la metodología del INSEE).

## Economía
En el territorio de la comuna, se encuentra el puerto, gestionado por la Chambre de commerce et d'industrie de Bastia et Haute-Corse. Es un puerto pesquero, de turismo y de comercio, el tercero de Córcega, con conexiones con Calvi, Niza, Génova, Toulon, Marsella y Savonna.
Estación de ferrocarril en la línea de Bastia a Calvi.

## Historia
en el siglo XVII, los propietarios de Santa Reparata instalaron almacenes para comerciar por vía marítima con las aldeas costeras de las comarcas de Balagne, Nebbio y del oeste de Cap Corse.
Hacia 1759, Pascal Paoli, quien frecuentaba Balagne, decidió dotar a Córcega de un puerto en el noroeste de la isla, en un intento por cortar el comercio entre Génova y Calvi.
Con sus planes preparados, obtuvo del gobierno de Balagne, reunido en Algajola el 10 de diciembre de 1765, la autorización para crear un recinto fortificado que protegiera el puerto (el Scalu).
L’Île-Rousse nació de esta decisión.

## Lugares y monumentos

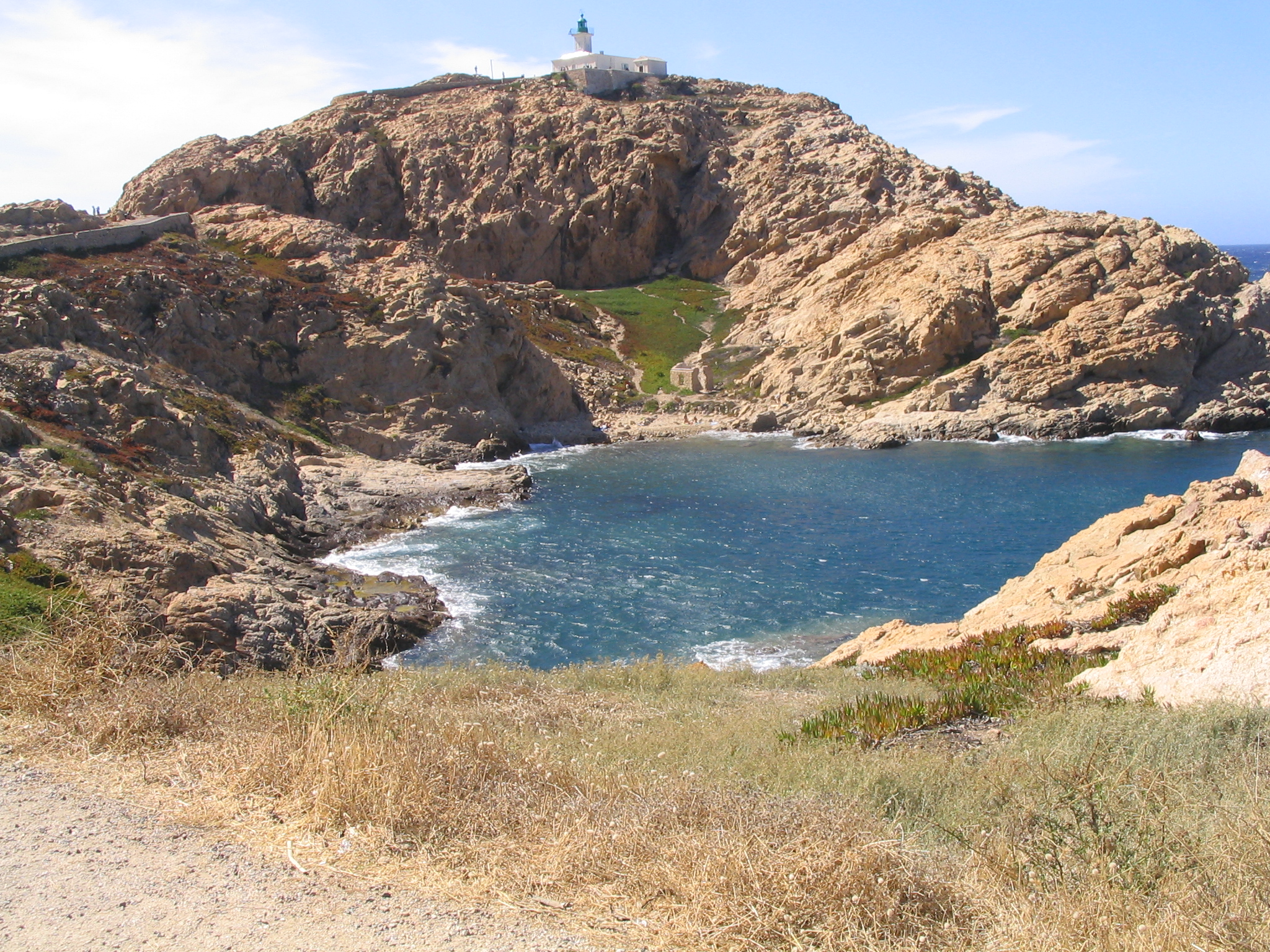
Le Sémaphore

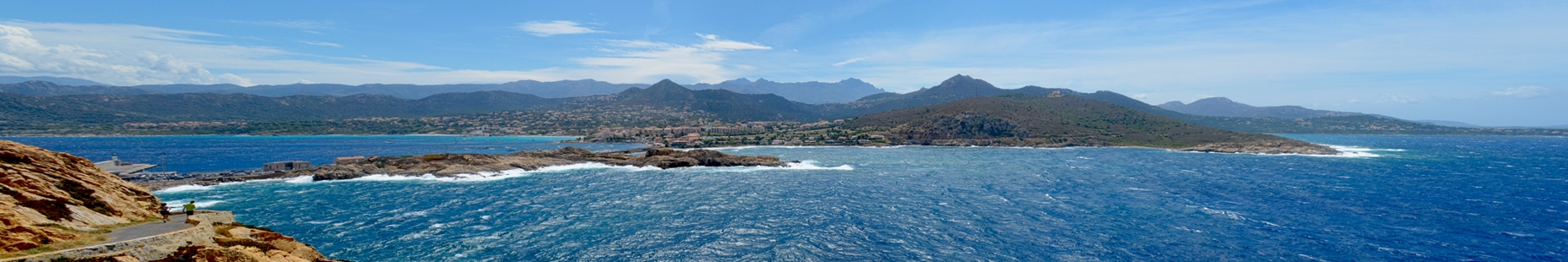
Vista panorámica desde el faro de la Pietra

- Museo oceanográfico.